# Yaizu

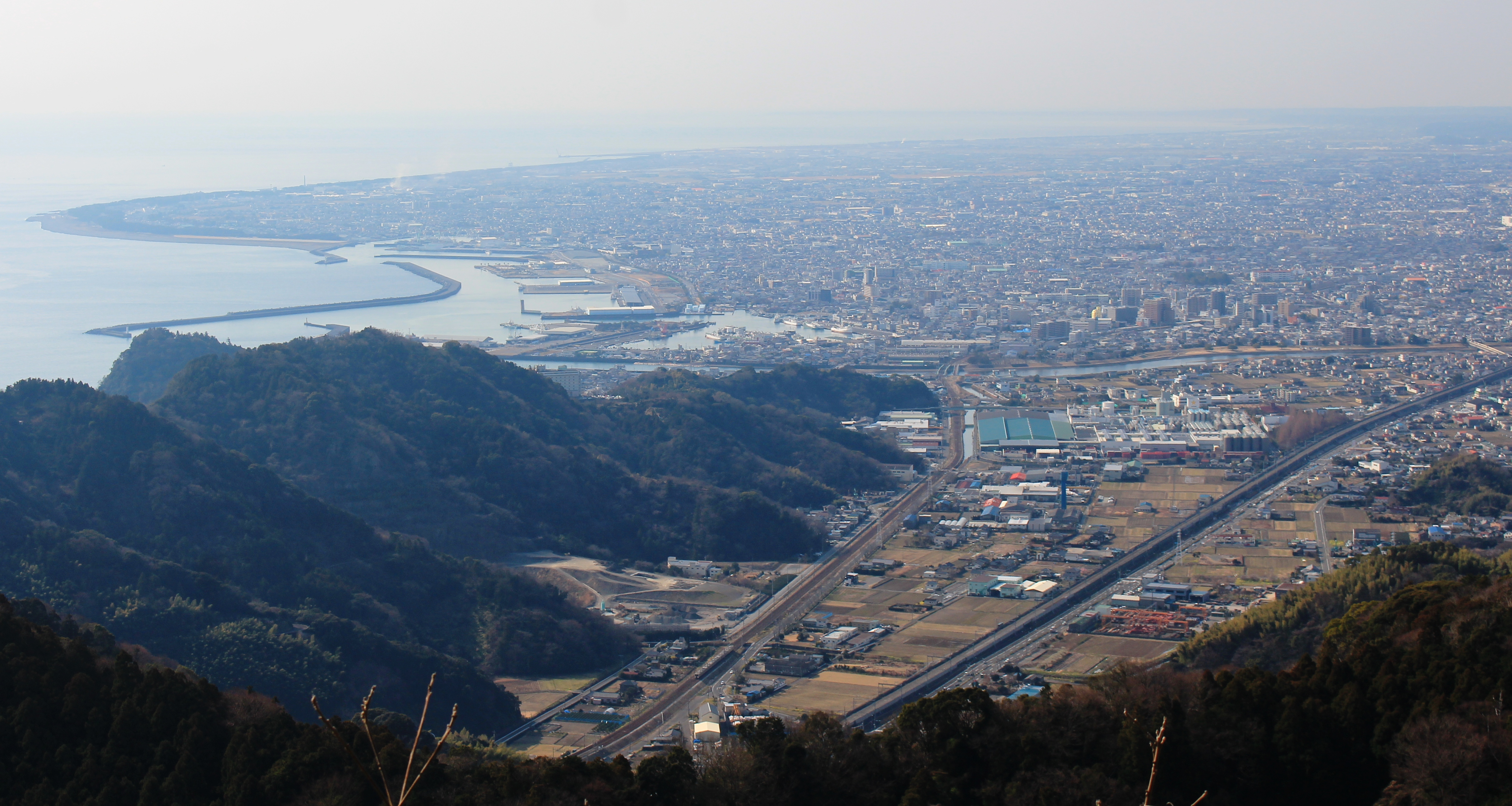
Vue générale de Yaizu.

Yaizu (焼津市, Yaizu-shi) est une ville située dans la préfecture de Shizuoka, au Japon.

## Géographie

### Situation
Yaizu est située dans le centre de la préfecture de Shizuoka, au bord de la baie de Suruga, sur l'île de Honshū, au Japon.

### Démographie
En juillet 2019, la population de Yaizu était de 139 578 habitants répartis sur une superficie de 70,31 km2.

## Histoire
Le village de Yaizu a été officiellement fondé le 1er avril 1889. Yaizu devient un bourg le 28 juin 1901 puis une ville le 1er mars 1951.

## Économie
Yaizu est un des plus importants ports de pêche du Japon.

## Culture locale et patrimoine
- Yaizu-jinja

## Transports
La ville est desservie par la ligne principale Tōkaidō aux gares de Yaizu et Shin-Yaizu.

## Jumelage
Yaizu est jumelée avec :
- Hobart (Australie)
- Toki (Japon)

## Personnalités liées à la municipalité
- Shōichi Hasegawa (né en 1929), peintre
- Itsuko Hasegawa (né en 1941), architecte